# Wim van Heumen

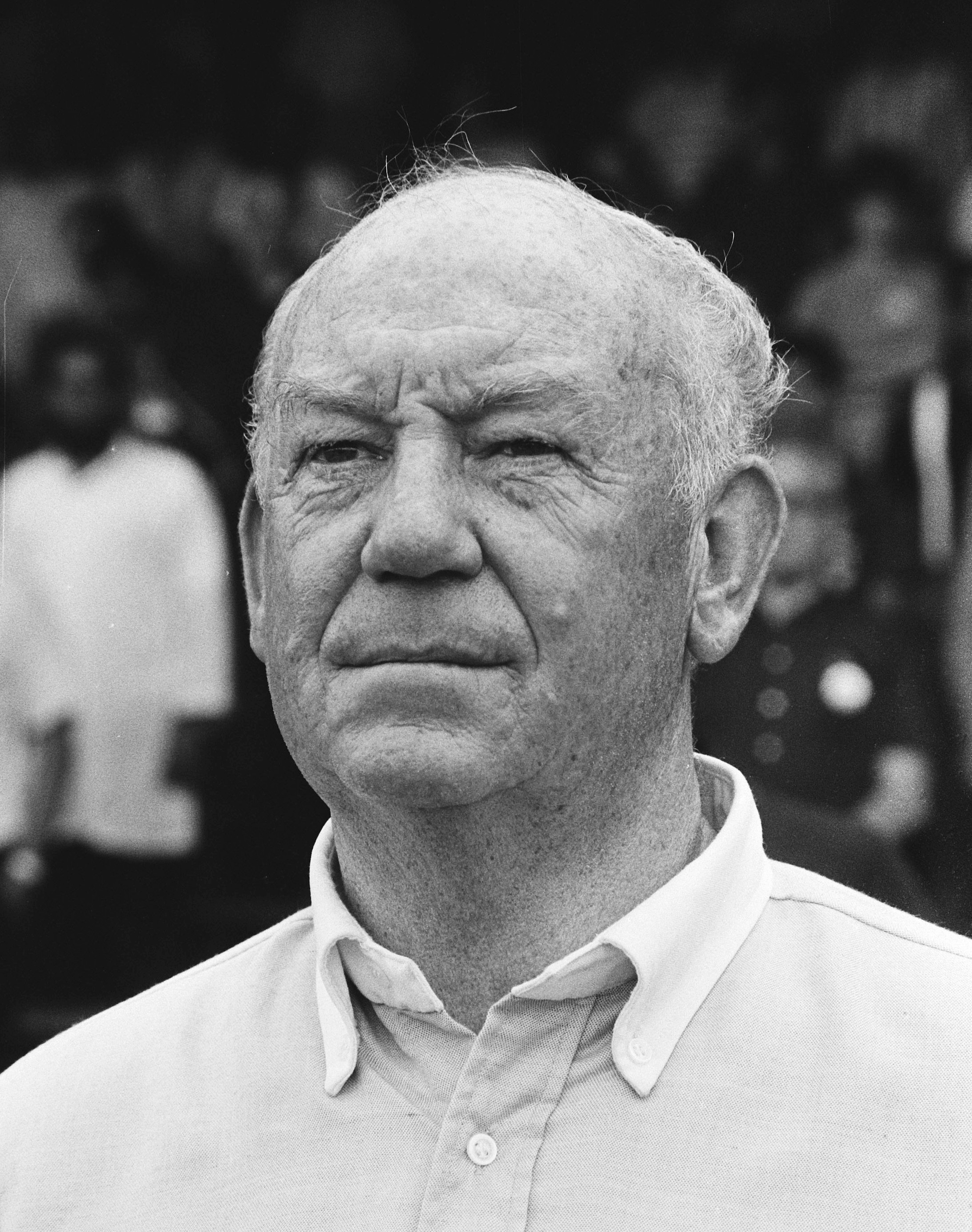
Wim van Heumen (1982)

Wilhelmus (Wim) Maria van Heumen (Nijmegen, 28 oktober 1928 – 's-Hertogenbosch, 31 januari 1992) was een Nederlands hockeycoach.
Van Heumen werd geboren als zoon van Hendrikus Johannes van Heumen en Petronella Henkelman. Een jaar na zijn geboorte verhuisde hij met zijn ouders naar 's-Hertogenbosch. Van Heumen studeerde lichamelijke opvoeding. In 1954 werd hij docent in dit vak.
Op 9 februari 1950 trouwde hij met Martina Gijsberdina Theresia Vollebergh. Samen kregen ze vijf kinderen. In 1956 werd Van Heumen docent lichamelijke opvoeding aan de Academie voor Lichamelijke Opvoeding in Tilburg. In 1966 werd hij hockeycoach bij de hockeyploeg van 's-Hertogenbosch. Van hieruit stroomde hij door naar het coachen van de Nederlandse hockeyploeg voor mannen. Zijn debuutinterland als bondscoach maakte hij op 19 juli 1975 in een wedstrijd tegen Groot-Brittannië (2-1 winst) op een voorolympisch hockeytoernooi. Na overleg met de KNHB op 15 april 1986 besloot Van Heumen op te stappen.
In de jaren 70 droeg Van Heumen onder andere bij aan het introduceren van nieuwe aspecten aan het moderne hockey, zoals spelen op kunstgras en het koppelen van veldhockey in de zomer aan zaalhockey in de winter. Bij de Olympische Zomerspelen 1976 haalde hij met de ploeg de vierde plaats, maar bij de Olympische Zomerspelen 1984 bleef men steken op de zesde plaats. Van Heumen stond bij 235 interlands aan de kant van de nationale hockeyploeg. Hiervan werden er 139 gewonnen en 36 gelijkgespeeld.
Grote landelijke bekendheid kreeg hij in 1987 door zijn deelname als scheidsrechter aan AVRO's Sterrenslag. Paul de Leeuw, die de gastpresentatie in die serie voor zijn rekening nam, introduceerde daar de uitspraak: "Meneer van Heumen, we zijn er klaar voor!".
Van Heumen’s zoon, Gijs, was coach van het vrouwenteam van de Nederlandse hockeyploeg.
Hij was vanaf 1970 werkzaam als gemeenteraadslid voor de Katholieke Volkspartij (KVP) en later voor het Christen Democratisch Appèl (CDA) in 's-Hertogenbosch. In 1990 werd hij wethouder tot hij overleed op 63-jarige leeftijd aan een alvleesklierontsteking.
Jan Albers · 
André Bolhuis · 
Theodoor Doyer · 
Geert van Eijk · 
Imbert Jebbink · 
Hans Jorritsma · 
Wouter Kan · 
Coen Kranenberg · 
Hans Kruize · 
Wouter Leefers · 
Paul Litjens · 
Maarten Sikking · 
Ron Steens · 
Tim Steens · 
Bart Taminiau · 
Rob Toft ·
Coach: Wim van Heumen
Peter van Asbeck · 
Ewout van Asbeck · 
Lex Bos · 
Roderik Bouwman · 
Cees Jan Diepeveen · 
Theodoor Doyer · 
Maarten van Grimbergen · 
Arno den Hartog · 
Tom van 't Hek · 
Pierre Hermans · 
René Klaassen · 
Hans Kruize · 
Jan Hidde Kruize · 
Ties Kruize · 
Eric Pierik · 
Ron Steens ·
Coach: Wim van Heumen